# 신빈 신씨
신빈 신씨(信嬪 辛氏, 1377년 ~ 1435년 3월 10일(음력 2월 2일))는 조선 태종의 후궁이다. 신녕옹주(信寧翁主) 또는 신녕궁주(愼寧宮主)라고도 한다.

## 생애
본관은 영월이며 검교 공조참의 신영귀(辛永貴)의 딸로, 본래는 원경왕후 민씨의 나인이었으나 1402년(태종 2년) 함녕군(諴寧君) 인(裀)을 낳고, 1414년(태종 14년) 1월 13일 그 아들 인(裀)이 정윤(正尹)으로 봉해짐과 동시에 신녕옹주(信寧翁主)가 되었다.
원경왕후 사후에는 내명부를 총괄하며 내명부 상급권한을 누렸고 많은 일을 하였다.
신씨는 태종의 여러 후궁 중에서 가장 총애받는 후궁이었다. 일례로 탄핵을 당한 신효창(申孝昌)이 벌을 받기를 두려워하며 당시 태종이 가장 총애하던 신녕옹주에게 노비를 뇌물로 주려고 했으나 받지 않았으며, 또, 광대 이법화(李法華)의 아들 오마지(吾麿知)가 사신을 따라 북경에 가고자 무수리 내은이(內隱伊)와 그녀의 오빠 봉길(奉吉)을 통해 신녕옹주에게 뇌물을 주려고 하였다.
1422년(세종 4년) 태종이 병으로 누워있을 때 간호를 하여 신녕궁주(愼寧宮主)로 봉해졌고, 태종이 죽은 후에 스스로 머리를 깎고 비구니가 되어 아침 저녁으로 불경을 행하며 태종의 명복을 빌었는데 후궁들이 이를 따라했다.
1423년(세종 5년), 신씨가 태종의 복을 빌고자 하여 세종은 문소전(文昭殿)의 불당(佛堂)에 금으로 불경을 쓰게 하였다.
1435년(세종 17년) 사망하였는데 세종은 그녀가 서모였지만 국모에 준하는 예우를 해주었다. 상장을 갖추고 친히 군신을 거느려 예로써 조문하였으며 수의도 하사하였다.
1872년(고종 9년) 고종대에 정1품 신빈(信嬪)으로 추증되었다.
능원은 경기도 남양주시 와부읍 도곡리 산 13번지에 있다. 2001년 9월 18일 경기도의 문화재자료 제105호로 지정되었다.

## 가족 관계
- 아버지 : 신영귀(辛永貴)
  - 남편 : 태종(太宗, 1367 ~ 1422)
    - 장남 : 함녕군(諴寧君, 1402 ~ 1467) 이인(李裀)
      - 부인 : 전주군부인 최씨(全州郡夫人 崔氏) - 좌의정(左議政) 최사강(崔士康)의 딸
        - 손자 : 덕성군 민(德城君 敏, 1430 ~ 1473)
        - 손자며느리 : 능선군부인 구씨, 능성 구씨 구신충의 딸
          - 증손자(양증손자) : 팔계군 정(八溪君 停) - 임영대군의 4남

        - 손녀 : 파평 윤씨(坡平尹氏) 윤오(尹塢)에게 출가
        - 손녀 : 조졸

    - 차남 : 온녕군(溫寧君, 1407 ~ 1454) 이정(李裎)
      - 부인 : 익산군부인 박씨(益山郡夫人 朴氏) - 박안명(朴安命)의 딸

    - 장녀 : 정신옹주(貞信翁主, ? ~ 1452)
      - 사위 : 영평군(鈴平君) 윤계동(尹季童)

    - 차녀 : 정정옹주(貞靜翁主, 1410 ~ 1456)
      - 사위 : 한원군(漢原君) 조선(趙璿)

    - 삼녀 : 숙정옹주(淑貞翁主, ~ 1489년 이후)
      - 사위 : 일성군(日城君) 정효전(鄭孝全)

    - 사녀 : 숙녕옹주(淑寧翁主, 생몰년 미상)
      - 사위 : 파성군(坡城君) 윤우(尹愚)

    - 오녀 : 소신옹주(昭信翁主, ? ~ 1437)
      - 사위 : 유천위(柔川尉) 변효순(邊孝順)

    - 육녀 : 소숙옹주(昭淑翁主, ? ~ 1456)
      - 사위 : 해평위(海平尉) 윤연명(尹延命)

    - 칠녀 : 숙경옹주(淑慶翁主, 1420 ~ 1494)
      - 사위 : 파평군(坡平君) 윤암(尹巖)

## 같이 보기
- 신빈신씨묘역 - 경기도 문화재자료 제105호